# Болезнь Симмондса
Боле́знь Си́ммондса (синдро́м Си́ммондса, гипофиза́рная кахекси́я, диэнцефа́льно-гипофиза́рная кахекси́я) — гипоталамо-гипофизарная недостаточность — заболевание, характеризующееся специфическими симптомами гормональной недостаточности аденогипофиза и разнообразными нейровегетативными проявлениями, на фоне резкого снижения массы тела и нарушений других функций организма, связанных с работой гипофиза. 

## История
М. Симмондс описал послеродовой, септико-эмболический некроз передней доли гипофиза с летальным исходом в состоянии тяжелейшей кахексии и катастрофически развившейся старческой инволюции органов и тканей. Заболевание получило название гипофизарной кахексии или синдрома Симмондса. Однако дальнейшие наблюдения показали, что крайняя степень истощения не обязательна для гипопитуитаризма, вызываемого частичным или полным некрозом передней доли гипофиза, а снижение продукции тропных гормонов наблюдается при различных патологических состояниях и гипофиза и ядер гипоталамуса, что нередко определяется как гипоталамо-гипофизарная недостаточность.
В 1973 году Н. Л. Шиен отметил своеобразие патогенеза и клинической картины послеродового гипопитуитаризма в результате массивной кровопотери и коллапса. В этой связи синдром Шиена — наиболее распространённый вариант заболевания — обособлен в самостоятельную клиническую форму.

## Этиология и патогенез
- повреждение гипофиза
- опухоль гипофиза
- у женщин — послеродовое кровотечение

Распространённые деструктивные изменения аденогипофиза вызывают изменения в гипоталамических центрах (ядра гипоталамуса), секретирующих рилизинг-гормоны (кортиколиберин, тиролиберин, гонадолиберины, соматостатин и другие).

## Клиническая картина
Резкое снижение секреции тропных гормонов гипофиза, наблюдаемое у значительной части пациентов с недостаточностью аденогипофиза, ведёт к атрофии подконтрольных (периферических) эндокринных желез (щитовидной, коры надпочечников, половых). Соответственно снижается в плазме крови концентрация гормонов, секретируемых этими железами: Т4, Т3, кортизол, альдостерон, эстрадиол, прогестерон, тестостерон и так далее). Наряду с этим, уменьшаются и резервные возможности данных желез.

## Диагностика
Определяется снижение секреции гонадотропинов, СТГ, пролактина, ТТГ, АКТГ. В сомнительных случаях (латентная недостаточность аденогипофиза) используют функциональные нагрузочные тесты, имеющие диагностическую значимость только в тех случаях, когда патологическим процессом разрушено около 75% железистой ткани аденогипофиза.